# Челламаре
Челламаре (італ. Cellamare) — муніципалітет в Італії, у регіоні Апулія,  метрополійне місто Барі.
Челламаре розташоване на відстані близько 390 км на схід від Рима, 13 км на південний схід від Барі.
Населення — 5754 особи (2014).
Щорічний фестиваль відбувається 30 квітня. Покровитель — Sant'Amatore.

## Демографія
Населення за роками:

Станом на 1 січня 2023 року в муніципалітеті офіційно проживало 38 іноземців з 18 країн, серед них 10 громадян країн Євросоюзу.

## Сусідні муніципалітети
- Капурсо
- Казамассіма
- [[Нойкаттаро

```
u"":u"",
u"":u"",
u"":u"",
u"":u"",]]
```